# Espace rétropharyngien
L'espace rétropharyngien est un espace anatomique médian situé entre la paroi postérieure du pharynx et la colonne vertébrale recouverte des muscles prévertébraux et de la lame prévertébrale du fascia cervical.

## Description
L'espace rétropharyngien est limité en haut par la partie basilaire de l'os occipital et se prolonge à sa base par le médiastin à partir de la fourchette sternale.
Latéralement, il est limité par la lame sagittale qui le sépare de l'espace latéro-pharyngien et de la gaine carotidienne.
Il contient les ganglions lymphatiques rétro-pharyngiens.

## Aspect clinique
Un raphé médian présent dans cet espace peut y favoriser des infections : les abcès rétropharyngiens. En particulier, des infections dentaires peuvent descendre par cet espace jusqu'au médiastin postérieur, puis sans traitement, affecter les espaces adjacents.

## Galerie

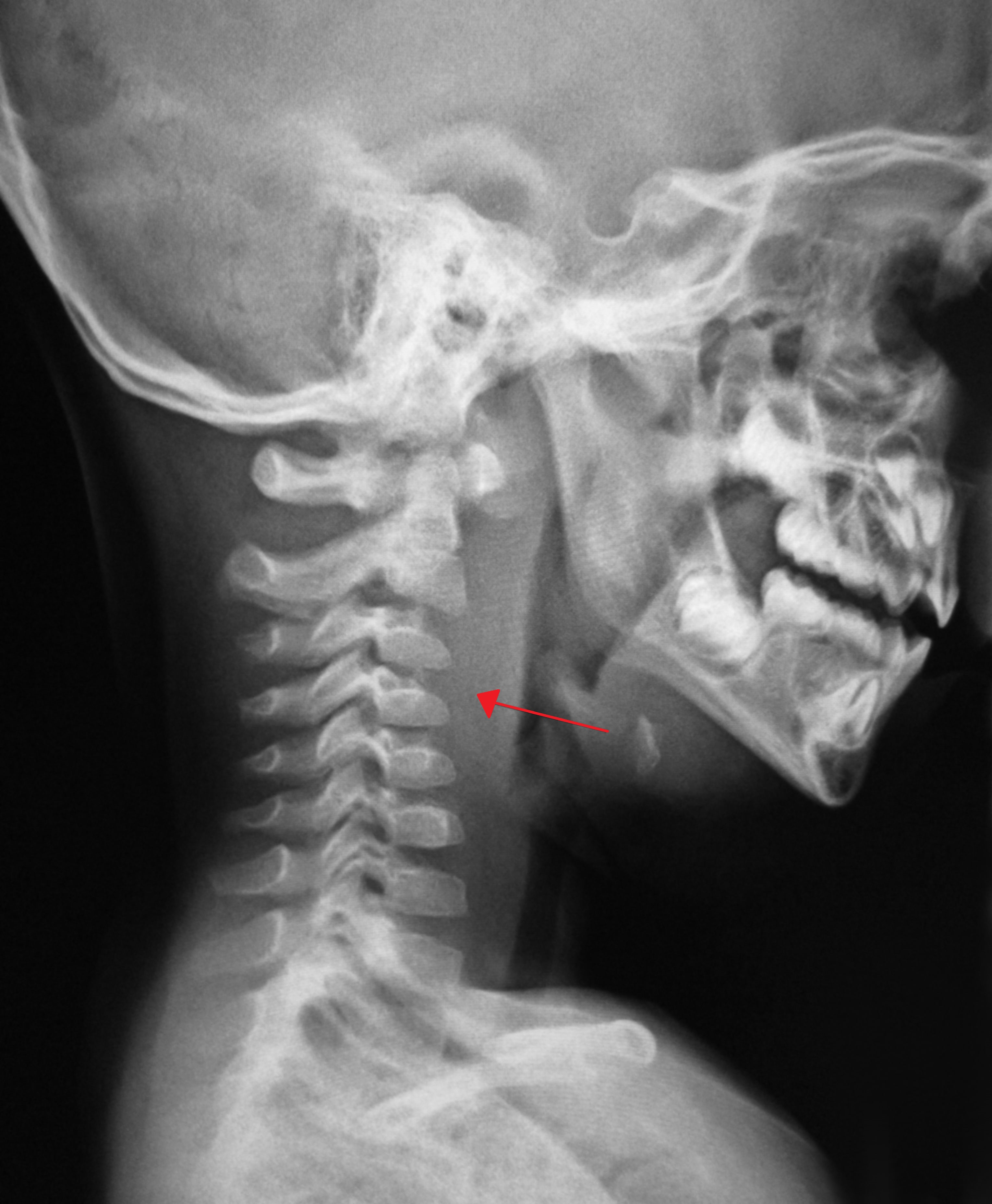
Un abcès rétropharyngien